# Chim sâu vằn
Chim sâu vằn (danh pháp hai phần: Dicaeum aeruginosum) là một loài chim trong họ Chim sâu. Nó là loài đặc hữu của Philippines. Môi trường sống tự nhiên của nó là rừng đất thấp ẩm cận nhiệt đới hoặc nhiệt đới và rừng núi cao ẩm cận nhiệt đới hoặc nhiệt đới.